# Alphonse Juilland
Alphonse G. Juilland (* 5. Oktober 1922 in Bukarest; † 30. Juni 2000 in Stanford, Kalifornien, USA) war ein rumänischer Romanist und Linguist mit französischer Promotion, der als Hochschullehrer in den Vereinigten Staaten wirkte.

## Leben und Werk
Juilland wuchs in der Schweiz auf, studierte in Bukarest, später in Paris und ging 1947 als Schüler von André Martinet mit diesem an die Columbia University. Er promovierte 1951 in Paris bei Jean Boutière über L' argot roumain. Etude générale (in: Cahiers Sextil Pușcariu 1, 1952).  Dann lehrte er an der University of Washington und an der  University of Pennsylvania. 1961 ging er an das Department für Französisch und Italienisch der Stanford University und war von 1973 bis 1979, sowie von 1982 bis 1984 dessen Leiter. Von 1978 bis zur Emeritierung 1989 war er Inhaber der William Hartshorn Bonsall Chair, ab 1980 Kollege von René Girard, ab 1984 Kollege von Michel Serres.
Juilland gründete die Zeitschriften Cahiers Sextil Pușcariu (Seattle 1952–1953), Stanford French Review (1977 ff.), Stanford Italian Review (1979 ff.) und Stanford Literature Review (1984 ff.), sowie die Verlage Anma Libri (Saratoga, Kalifornien) und Montparnasse Publications (Stanford).
Juilland gehörte zu den Freunden von Emil Cioran. Er war einer der französischen Übersetzer von Mircea Eliades Traité d’histoire des religions (Paris 1949). Er übersetzte Karl Vosslers Buch Frankreichs Kultur und Sprache (1929) ins Französische (Langue et culture de la France. Histoire du français littéraire des origines à nos jours, Paris 1953).
Juilland machte 1988 in den Vereinigten Staaten Elizabeth Craig (1902–1989) ausfindig, die Widmungsadressatin von Louis-Ferdinand Célines Roman Voyage au bout de la nuit.
Juilland hielt mehrere Leichtathletik-Weltrekorde für Veteranen und schrieb Bücher über Leichtathletik.

## Weitere Werke

### Wörterbücher
- Frequency Dictionary of Spanish Words (mit Eugene Chang-Rodriguez), Den Haag/Paris 1964
- Dictionnaire inverse de la langue française, London/Den Haag/Paris 1965
- Frequency Dictionary of Rumanian Words (mit Paul Max Edwards und Ica Ileana Juilland), London/Den Haag/Paris 1966
- Frequency Dictionary of French Words (mit Dorothy Brodin und Catherine Davidovitch), Den Haag/Paris 1970
- Frequency Dictionary of Italian Words (mit Vincenzo Traversa), Den Haag/Paris 1973

### Louis-Ferdinand Céline
- Les verbes de Céline. Première partie : étude d'ensemble. Deuxième partie: glossaire A-D.  Troisième partie: glossaire E-L.  Quatrième partie: glossaire M-P, 4 Bde.,  Saratoga, Calif. 1985, 1988, 1989, 1990
- Céline's Letters to Elizabeth Craig, Stanford, Calif. 1990
- A Célinian Trove. Elizabeth Craig's Jewelry Box, Stanford, Calif. 1991
- Elizabeth and Louis. Elizabeth Craig Talks About Louis-Ferdinand Céline, Stanford, Calif. 1991 (französisch Paris 1994)
- Les Adjectifs de Céline. Première Partie : Introduction et Glossaire A-C, Stanford, Calif. 1992

### Herausgabe von Festschriften
- Linguistic Studies Presented to André Martinet on the Occasion of His Sixtieth Birthday, 3 Bde., New York 1967, 1969, 1970
- Linguistic Studies Offered to Joseph Greenberg, on the Occasion of his Sixtieth Birthday. First Volume: General Linguistics. Second Volume: Phonology. Third Volume: Syntax. 3 Bde., Saratoga, Calif. 1976
- To Honor René Girard, Saratoga, Calif. 1986

### Linguistik allgemein
- Essai pour une histoire structurale du phonétisme français (mit André-Georges Haudricourt)  [Vorwort von André Martinet], Paris 1949, Den Haag/Paris 1970
- Structural Relations. Outline of a General Theory, Den Haag 1961
- The English Verb System (mit James Macris), Den Haag 1962
- Louisiana French Grammar. Phonology, Morphology and Syntax (mit Marilyn Conwell), The Hague-Paris 1963
- Klasse und Klassifikation in der Sprachwissenschaft (mit Hans Heinrich Lieb), The Hague-Paris 1968
- The Rumanian Verb System (mit Paul Max Edwards), Den Haag/Paris 1971
- The Linguistic Concept of Word. Analytic Bibliography (mit Alexandra Roceric), Den Haag/Paris 1972
- The Decline of the Word (mit Alexandra Roceric), Saratoga, Calif. 1975
- Transformational and Structural Morphology. About Two Rival Approaches to the Rumanian Verb System, Saratoga, Calif. 1978
- Structural and Transformational Phonology, Saratoga, Calif. 1979
- The Enigma of Gypsy Philology. How the Romanians Gave Gypsies their Name, Stanford, Calif. 1995

### Leichtathletik
- The Men’s Mile, Stanford, Calif. 1993
- The Future of Track and Field, Stanford, Calif. 1993
- Twelve Irreverent Letters on Track and Field, Stanford, Calif. 1995
- Around the Foundations of Track and Field. An Acrimonious Debate with Myself, Stanford, Calif. 1996
- Track and Field on Trial. An Acrimonious Debate with Myself, Stanford, Calif. 1998